# 異端派経済学

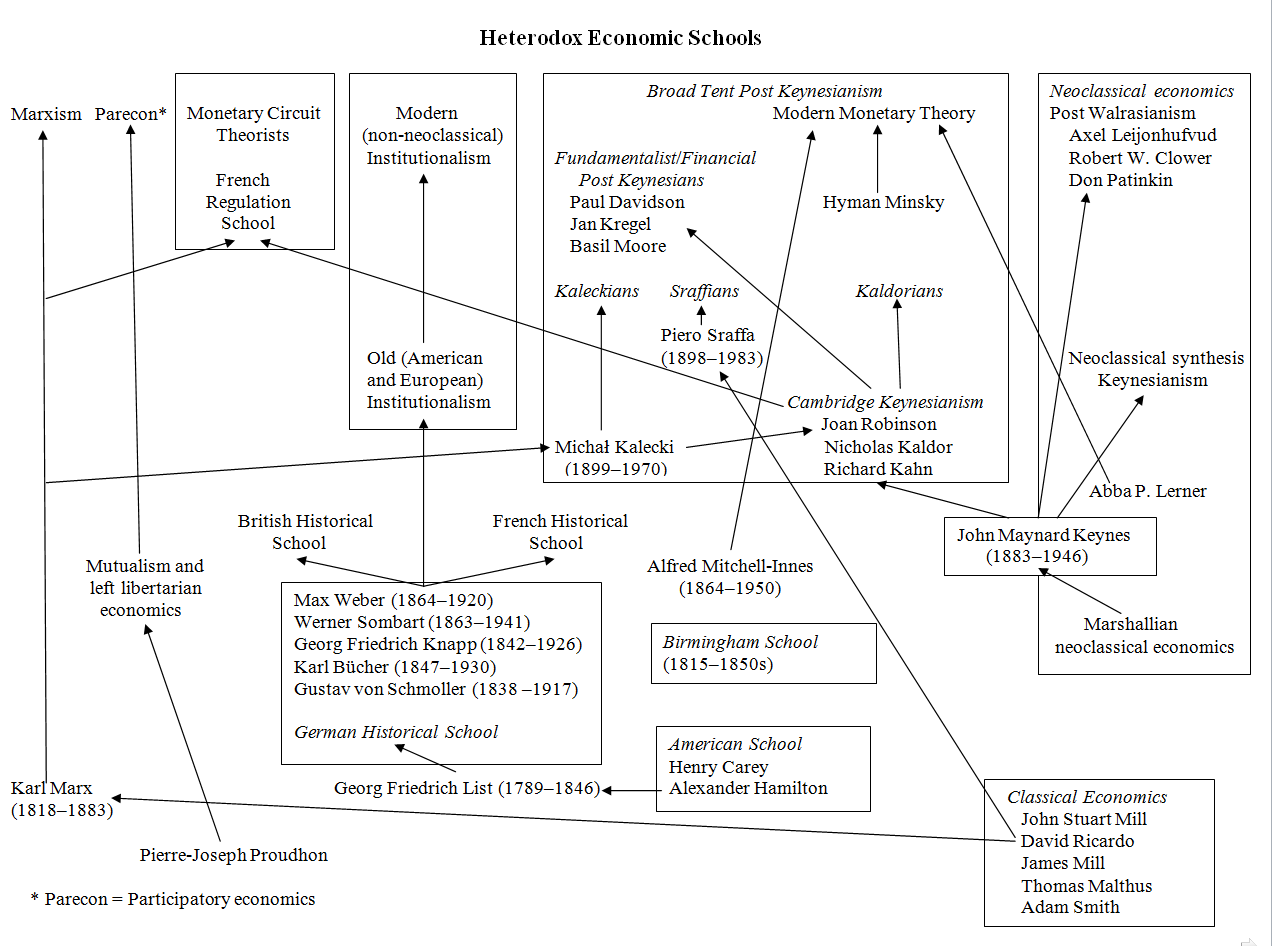
異端派経済学の系統図。

異端派経済学（いたんはけいざいがく、英語: heterodox economics）は、少数派の経済学者によって受け入れられている経済学の学派。新古典派経済学を超えた経済思想や方法論の学派という意味で主流派経済学とは対照的に使用され  、制度派、進化経済学、地公主義、オーストリア学派、フェミニスト経済学、 社会経済学、ポストケインズ派 （ ニューケインズ派とは別） 生態経済学、マルクス主義経済学、社会主義、アナキスト経済学などが含まれる包括的な概念となっている 。
所謂正統派または主流派と呼ばれる  経済学が「合理性-個人主義-均衡ネクサス」を扱うのに対し、異端派は「制度-歴史-社会構造ネクサス」を扱うと自認している  。この様な「急進的」な批判にもかかわらず、主流派の多くは多くのエコノミストは異端派を非主流の無意味な論として無視し、こと英語圏の経済学アカデミズムには殆どまたは全く影響を与えていない。
最近のレビューでは、少なくとも1990年代以降、異質な経済学者の著名なグループが、さまざまな構成要素間で一貫性が向上したことと連携して機能していることが文書化され  これらの方針に沿って、国際経済多元協会（ICAPE）は「異端経済学」を定義せず、その範囲の定義を避け、ICAPEは、その使命を「 経済学における多元性の促進」と定義している。
「批判的解説」で共通の根拠を定義する際、ある作家は、ヘテロドックス経済学者の仲間が次の3つのことをしようとしていると説明。(1) 入門としてマクロテキストのトピックと章を横切る異説の評論のパターンを生成する共有されたアイデアを識別。（2）方法論の違いを政策の違いに結び付けるアイデアに特に注意を払う。（3）異なる方法で教科書の経済学との共通の違いを発展させるために、異なるパラダイムを可能にする方法で共通の基盤を特徴付けている。
ある研究では、異端派を自認する経済学者による経済学の研究にとって重要な4つの重要な要因として、歴史、自然システム、不確実性、権力を指摘している。

## 歴史
1870年代の限界革命の後、多くの異端の経済思想学派が近代経済学ないし新古典派経済学の支配に挑戦していた。社会主義の立場からの資本主義批判は有名だが、新古典主義の方法論に対する歴史学派ないしアメリカ学派からの批判や社会信用論などの非正統的な金融理論の支持者など、さまざまな形態の重商主義の支持者が主流派への批判を展開していた。世界恐慌前後にはテクノクラシーや地公主義が盛んだった。物理科学者と生物学者は、エネルギーフローを使用して社会的および経済的発展を説明した最初の人物で アメリカの物理学者であり、スミソニアン研究所の草創期の研究者であるジョセフ・ヘンリーは、「政治経済の基本原理は、人間の肉体労働を改善できるのは…原油状態から人工条件への物質の変換によってのみである」と述べた。パワーまたはエネルギーと呼ばれるものを消費することによる 。
ケインズ経済学の台頭によって非正統的な金融政策や貿易政策よりも失業に対するより一貫した政策対応を提供すると思われたが、やがて新古典派総合として主流派に統合されることで異端派経済学への関心の低下を招くこととなった。1945年以降主流となった新古典派総合では、ミクロ（一般的に新古典しかしの新しく開発された理論にフィールドの分割に基づいて明確に定義された主流の位置をもたらし、市場の失敗にケインズとマネタリストビュー間で分割（マクロ経済学金融政策の役割などの問題）。一方で新古典派総合に反対したオーストリア学派とポストケインジアンは、明確に定義された異端派となり、マルクス主義と制度派もなお息を保っていた。
1980年まで、さまざまな形態の異端派の最も注目すべきテーマは次のとおりであった。
1. 社会的に埋め込まれた個人の概念を支持して、原子論的な個人の概念を拒否する。
2. 不可逆的な歴史的プロセスとしての時間の強調。
3. 個人と社会構造の間の相互影響の観点からの推論。

1980年代から、主流派は、行動経済学、複雑性経済学、進化経済学、実験経済学、神経経済学など多くの新しい研究成果から大きく影響を受け、主流派の新しいより複雑な現実に異端派も適合させる必要があるというジョン・B・デイビスらの指摘もある：
... 1980年以降の異端派は、2つの大きく大きく異質な学派で構成された複雑な構造であり、それぞれが異なる歴史的起源と方向を持つ多くの研究プログラムで内部的に差別化されている：他の科学の輸入から生じる「新しいヘテロドキシ」。

## 新古典派経済学の拒絶
これが「異端派の経済理論」という単一の理論・学派は無く、現状としては様々な「異端理論」が存在する。しかし、経済的および社会的生活の仕組みを理解するための適切なツールとして新古典派の枠組を使うことには否定的である点が共通している。 何に否定的であるかは学派や論者によって異なるものの、一般的に主流派からの異端派批判で見られる論点を以下に示す。

### 個人行動の新古典主義モデルに対する批判
最も広く受け入れられている新古典派経済学の原則の1つに、「経済主体の合理性」の前提がある。実際、多くの経済学者にとって、経済行動とは合理的効用最大化行動と同義であると考えられている（Becker 1976、Hirshleifer 1984）。もし、ある経済学者の研究が合理性の前提を受け入れない場合、それは新古典派経済学の領域から逸脱した分析であると見なされる（Landsberg 1989、596）。新古典派経済学は、エージェントが合理的であり、環境の制約を受けて個々の効用 （または利益 ）を最大化しようとするという先験的な前提から始まるが これらの前提は合理的選択理論の基盤となった。

多くの異端派は、標準の新古典主義モデルで使用される人間の行動の経済学モデルに批判的である。典型的な批判は、サティヤガブリエルのもので： 
 新古典派の経済理論は、人間の心理学、エージェンシー、または意思決定の特定の概念に基づいています。すべての人間が喜びや実用性を最大化するために経済的な決定を下すと想定されています。いくつかのヘテロドックス理論は、新古典理論のこの基本的な仮定を拒否し、経済的決定がどのように行われるか、それとも人間の心理学がどのように機能するかについての代替理解を主張します。人間は快楽を求める機械であるという概念を受け入れることはできますが、経済的決定はそのような快楽を求めることによって支配されるという考えを拒否します。たとえば、人間は、社会的制約および/または強制のために、喜びの最大化と一致する選択をすることができない場合があります。また、人間は、そのような選択をする際に制約を受けていなくても（予算の面を除いて）、最大の喜びにつながる可能性が最も高い選択ポイントを正しく評価できない場合があります。また、喜びを求めるという概念自体が無意味な仮定である可能性もあります。なぜなら、テストすることは不可能であるし、反論するには一般的すぎるからです。喜びの最大化の結果としての経済的決定の基本的な仮定を拒否する経済理論は異端である。
 塩沢は、経済主体は複雑な世界で行動するため、最大の効用ポイントを達成することは不可能だと強調した。代わりに、多くの既製のルールのレパートリーがあるかのように振る舞い、関連する状況に応じてそのうちの1つを選択するとした。

### 市場均衡の新古典主義モデルに対する批判
ミクロ経済理論では、消費者と生産者が多数いる場合、消費者と企業によるコスト最小化は、市場清算 均衡価格が存在する需給対応の存在を意味します。凸性の仮定の下、または限界費用の価格設定ルールの下では、各均衡はパレート効率的です。大規模な経済では、非凸性もほぼ効率的な準均衡につながる。
しかし、市場均衡の概念は、ミクロ経済モデルによって実用的に近似されていない場合、ミクロ経済理論を現実世界の市場に適用することに反対するオーストリア人、ポストケインズ派などによって批判されてきました。異端の経済学者は、ミクロ経済モデルが現実を捉えることはめったにないと主張している。
主流のミクロ経済学は、ポール・サミュエルソンとハル・ヴァリアンのアプローチに従って、最適化と均衡の観点から定義されるかもしれません。一方、異端派経済学は、制度、歴史、社会構造の結びつきに分類される可能性がある 。

## 最近の発展
過去20年間で、異端派経済学者の知的課題は、はっきりと多元的転換を遂げた。主要な異端派思想家は、オーストリア、フェミニスト、制度的進化、マルクス、ポストケインズ、ラジカル、社会、およびスラッフィアンの経済学の確立されたパラダイムを超えて、反対派の学派間の新しい分析、批判、および対話を開きました。このアイデアの相互受理は、経済理論における個人の社会的根拠に基づく再構築など、重要な現代的および歴史的問題に異端派のアイデアの新しい組み合わせをもたらす新世代の学識を生み出している。経済的測定と職業倫理の目標とツール。今日のグローバルな政治経済における政策決定の複雑さ。以前は別々の理論的伝統（マルクス、オーストリア、フェミニスト、エコロジカル、スラフィアン、制度主義者、ポストケインズ派）間の革新的なつながり（ポストケインズ派経済学のレビューについては、Lavoie（1992）; Rochon（1999）を参照）。
複雑性経済学の擁護者であるデビッド・コランダーは、制度、不確実性、およびその他の要因を分析するためのツールが主流によって開発されたため、ヘテロドックス経済学者の言及は主流で議論されていると主張しています。彼は、ヘテロドックス経済学者は、厳密な数学を採用し、それを敵として扱うのではなく、主流の中で仕事をしようとすべきだと提案。
いくつかの異端経済学派も学際的なアプローチを取っている。熱経済学は、人間の経済過程は熱力学の第二法則によって支配されているという主張に基づく。経済理論、エネルギー、エントロピーの関係はシステム科学者によってさらに拡張され、生産性、効率、特にさまざまな捕捉メカニズムのコストとメリットなどの経済的基準の観点から生物学的進化におけるエネルギーの役割を説明しそして利用可能なエネルギーを利用してバイオマスを作り、仕事をする。
ほとんどの経済学の学位のカリキュラムにおける異端派経済学の排除に対応して、さまざまな学生運動が出現した。多元主義経済学のための国際学イニシアチブは、より多くの異端アプローチを含む経済学の多元主義を促進するために、経済の再考などのさまざまな小規模大学グループの包括的なネットワークとして設立された。

## 異端派経済思想の分野
- American Institutionalist School
- Austrian economics #[20]
- Binary economics
- Bioeconomics
- Complexity economics
- Distributivism
- Ecological economics §
- Evolutionary economics # § (partly within mainstream economics)
- Feminist economics # §
- Freiwirtschaft
- Georgism
- Gift-based economics
- Green Economics
- Humanistic economics
- Innovation Economics
- Institutional economics # §
- Islamic economics
- Marxian economics #
- Mutualism
- Neuroeconomics
- Participatory economics
- Political Economy
- Post-Keynesian economics § including Modern Monetary Theory and Circuitism
- Post scarcity
- Pluralism in economics
- Resource-based economics – not to be confused with a resource-based economy
- Real-world economics
- Sharing economics
- Socialist economics #
- Social economics (partially heterodox usage)
- Sraffian economics #
- Technocracy (Energy Accounting)
- Thermoeconomics
- Mouvement Anti-Utilitariste dans les Sciences Sociales

＃に記載されている経済文学の雑誌でにスクロールコードJEL：B5 -現在の異端でアプローチ。
§The New Palgrave Dictionary of Economics リストされてい
社会科学の一部の学校では、特定の視点を促進することを目指して：古典と現代政治経済を。経済社会学および人類学。経済学における性別と人種の問題。等々。

### 著名な異端派経済学者
- Alfred Eichner
- Alice Amsden
- Aníbal Pinto
- Anwar Shaikh
- Bernard Lonergan
- Bill Mitchell
- Bryan Caplan
- Carlota Perez
- Carolina Alves
- Celso Furtado
- Dani Rodrik
- デヴィッド・ハーヴェイ
- Duncan Foley
- E. F. Schumacher
- Edward Nell
- Esther Dweck
- F.A. Hayek
- Frank Stilwell
- Franklin Serrano
- Frederic S. Lee
- Frederick Soddy
- G.L.S. Shackle
- Hans Singer
- Ha-Joon Chang
- Heinz Kurz
- ヘンリー・ジョージ
- Herman Daly
- Hyman Minsky
- Jack Amariglio
- Jeremy Rifkin
- ミハウ・カレツキ
- John Bellamy Foster
- John Komlos
- ヨーゼフ・シュンペーター
- カール・マルクス
- Kate Raworth
- Lance Taylor
- Ludwig Lachmann
- Ludwig von Mises
- Lyndon Larouche
- Maria da Conceição Tavares
- Mariana Mazzucato
- Mason Gaffney
- Michael Albert
- Michael Hudson
- Michael Perelman
- ミハウ・カレツキ
- Murray Rothbard
- Mushtaq Khan
- Nelson Barbosa
- Nicholas Georgescu-Roegen
- Nicolaus Tideman
- Paul A. Baran
- Paul Cockshott
- Paul Sweezy
- ピエロ・スラッファ
- Piero Sraffa
- Rania Antonopoulos
- Raúl Prebisch
- Richard D. Wolff
- Robin Hahnel
- Ruy Mauro Marini
- Simon Zadek
- Stephanie Kelton
- Stephen Resnick
- Theotônio dos Santos
- Thorstein Veblen
- Tony Lawson
- ヤニス・バルファキス
- Yusif Sayigh

### 本
- ジョー、テヒ、チェスター、リン、ディポリティ。eds。2017年。ヘテロドックス経済学のハンドブック。ロンドンとニューヨーク：Routledge。ISBN 978-1138899940
- Gerber、Julien-Francois、Steppacher、Rolf、編、2012年。ヘテロドックス経済学の統合パラダイムに向けて：現在の環境社会危機への代替アプローチ。パルグレイブ・マクミラン。ISBN 978-0230303584
- リー、フレデリックS. 2009。20世紀の主流に挑戦する異端経済学の歴史。ロンドンとニューヨーク：Routledge。2009 ISBN 978-0415777148
- ハーベイ、ジョンT.、ガーネットJr.、ロバートF.、編、2007年。ヘテロドックス経済学の今後の方向性、ヘテロドックス経済学のシリーズの進歩、ミシガン大学出版局。 ISBN 978-0472032471
- すべての経済学の学生が知っておくべきこと。。Routledge 2014。ISBN 9780765639233
- マクダーモット、ジョン、2003年。リアルタイムの経済学：理論的再構築、ヘテロドックス経済学のシリーズの進歩、ミシガン大学出版局。ISBN 978-0472113576
- 2003年、ルイフィリップのロションとセルジオのロッシ。 現代のお金の理論：資本主義経済におけるお金の性質と役割。 エドワード・エルガー出版。 ISBN 1840647892
- Solow, Robert M. (1988年3月20日). “The Wide, Wide World Of Wealth (The New Palgrave: A Dictionary of Economics'. Edited by John Eatwell, Murray Milgate and Peter Newman. Four volumes. 4,103 pp. New York: Stockton Press.)”. New York Times
- Stigler, George J. (December 1988). “Palgrave's Dictionary of Economics”. Journal of Economic Literature 26 (4):  1729–36. JSTOR 2726859.
- Stilwell、Frank。、2011年。政治経済：経済的アイデアのコンテスト。オックスフォード大学出版局。ISBN 978-0195514582

### 記事、会議、論文
- Lavoie、Marc、2006年。ヘテロドックス理論には共通点がありますか？ ポストケインジアンの視点。
- ローソン、トニー、2006年。「ヘテロドックス経済学の性質」、Cambridge Journal of Economics、30（4）、pp。  483–505。出版前のコピー。

### ジャーナル
- 進化的および制度的経済学のレビュー （無料でダウンロード可能） [リンク切れ]
- 機関経済学
- Cambridge Journal of Economics
- 現実世界の経済学レビュー
- 多元主義と経済学の国際ジャーナル